# Ouvertures pour Fidelio

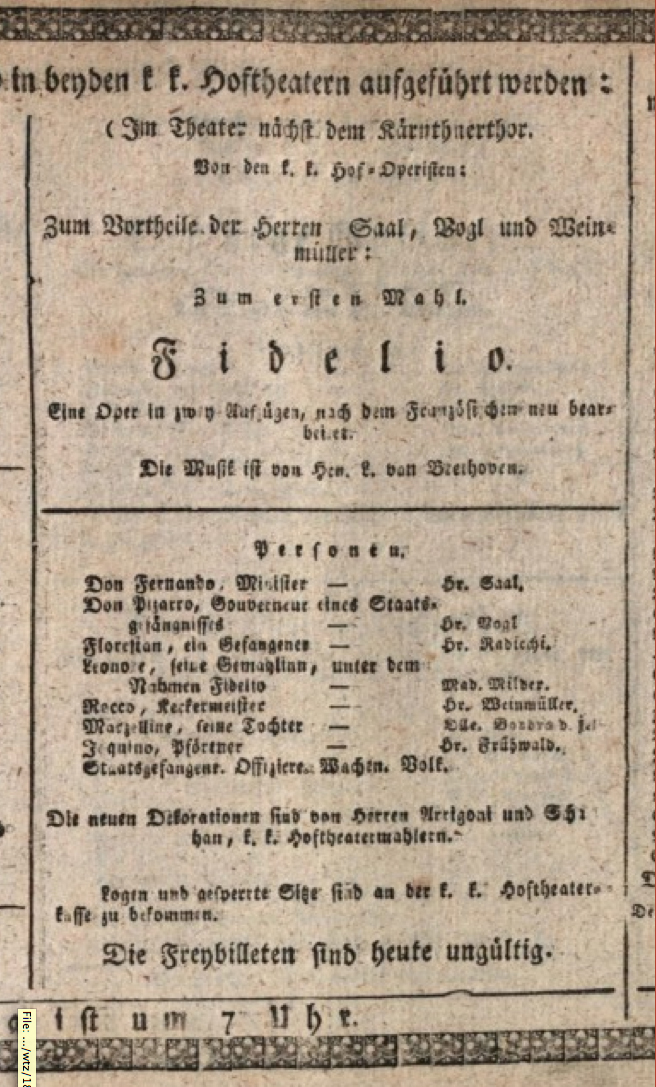
Affiche de la première de Fidelio au Theater am Kärntnertor de Vienne le 23 mai 1814

Les quatre ouvertures composées par Ludwig van Beethoven pour son opéra Fidelio (les trois ouvertures Léonore et l'ouverture Fidelio) sont le reflet des différentes versions qu'a connues cette œuvre et des difficultés qu'a rencontrées le compositeur pour l'imposer au public. L'opéra s'ouvre de nos jours avec l'ouverture définitive datée de 1814 (ouverture Fidelio) tandis que l'ouverture Léonore II, la plus typique du style beethovénien et la plus populaire des quatre, est très souvent jouée en concert. Néanmoins c'est Léonore III qui est souvent introduite pour marquer la dernière partie de l'opéra.
- Léonore I, opus 138 (1807)[1]
- Léonore II, opus 72 (1805)[1]
- Léonore III, opus 72a (1806)[1]
- Fidelio, opus 72b (1814)[1]

## Repères discographiques
- Wilhelm Furtwängler, Ouverture Leonore II, avec l'orchestre l'Orchestre de la Philharmonie d'état de Hambourg 1947 (SWF)
- Wilhelm Furtwängler, Ouverture Leonore II, avec l'Orchestre Philharmonique de Berlin, 18 octobre 1949 (SWF).
- Wilhelm Furtwängler, Ouverture Leonore III, avec le Philharmonique de Vienne, 1944 (DG).
- Wilhelm Furtwängler, Ouverture Leonore III, avec l'Orchestre philharmonique royal de Stockholm, 1948 (Urania).